# Kněžice (kraj Wysoczyna)
Kněžice – miejscowość i gmina (obec) w Czechach, w kraju Wysoczyna, w powiecie Igława. W 2022 roku liczyła 1355 mieszkańców.